# Metropolregion Columbia (South Carolina)
Die Metropolregion Columbia (engl.: Columbia, SC metropolitan area) ist eine Metropolregion im Zentrum des US-Bundesstaates South Carolina. Sie stellt eine durch das Office of Management and Budget definierte Metropolitan Statistical Area (MSA) dar und umfasst die Countys Calhoun, Fairfield, Kershaw, Lexington, Richland und Saluda. Den Mittelpunkt des Verdichtungsgebietes stellt die Stadt Columbia dar.
Zum Zeitpunkt der Volkszählung von 2020 hatte das Gebiet 829.470 Einwohner.